# Eamonn Bannon
Eamonn John Bannon (18 de abril de 1958) é um ex-futebolista escocês.

## Carreira
Eamonn Bannon competiu na Copa do Mundo FIFA de 1986, sediada no México, na qual a seleção de seu país terminou na 19º colocação dentre os 24 participantes.